# Биом
 Тази статия е за термин от биологията.  За изследователската мрежа вижте БИОМ.  
Биомите (природни зони) са големи съобщества от организми и средата на обитанието им, обхващащи определена географска област с характерен ландшафт и климаксна растителност, обусловени от зонален климат. По същество биомите са големи екосистеми (макроекосистеми).

## Основни биоми на сушата
В резултат на мащабно изследване Световният фонд за природата дефинира 14 основни биома (главни хабитатни типове) на сушата:
1. Тропични и субтропични влажни широколистни гори
2. Тропични и субтропични сухи широколистни гори
3. Тропични и субтропични иглолистни гори
4. Умерени широколистни и смесени гори
5. Умерени иглолистни гори
6. Бореални гори (тайга)
7. Тропични и субтропични тревни, саванни и храстови биоми
8. Умерени тревни, саванни и храстови биоми
9. Наводнявани тревни и саванни биоми
10. Високопланински тревни и храстови биоми
11. Тундра
12. Средиземноморски гори, редколесия и храстови биоми
13. Пустини и ксерични храстови биоми
14. Мангрови гори